# Una donna prega
Una donna prega è un film italiano del 1953 diretto da Anton Giulio Majano.
Ispirato all'omonima canzone di Nilla Pizzi, terza classificata al Festival di Sanremo 1952.

## Trama
Una giovane e popolare cantante radiofonica è sposata con il titolare di un'agenzia di viaggi e dalla loro serena unione è appena nata una bambina. Tutto sembra procedere per il meglio quando l'arrivo in città di una turista francese porta scompiglio nei cuori di entrambi. La prima a innamorarsi è la giovane straniera, mentre il marito a poco a poco inizia a condividere quel sentimento. Ben presto diventano amanti e, quando la moglie lo scopre, lascia il marito portando via con sé la figlioletta. La coppia appena formata va a vivere insieme, ma l'ebbrezza della novità lascia ben presto spazio ai rimorsi; la perdita di entrambi i suoi affetti più cari non riuscirà ad abbandonare la sua mente.
Prende così la decisione di troncare la relazione con la turista e, uscito dall'appartamento, inizia a rintracciare la moglie per ricominciare la vita precedente, ma un altro dramma si appressa all'orizzonte; la turista infatti viene trovata uccisa e i sospetti cadono tutti sull'amante, il quale tenta di espatriare per evitare l'arresto. Mentre sta per varcare la frontiera è coinvolto in un incidente automobilistico e viene ricoverato in ospedale. Nel frattempo la polizia scopre il vero assassino della turista francese, il suo precedente amante parigino. Il marito viene così totalmente scagionato da ogni accusa a suo carico e, una volta guarito dalle ferite, sia fisiche che spirituali, potrà finalmente ricongiungersi con la sua famiglia legittima.

## Produzione
Il film rientra nel filone melodrammatico-sentimentale detto comunemente strappalacrime, molto in voga tra il pubblico italiano a cavallo degli anni quaranta e cinquanta (in seguito ribattezzato dalla critica con il termine neorealismo d'appendice).
Venne girato per gli interni agli studi romani della Titanus.
Iscritto al Pubblico registro cinematografico con il n. 1.242, venne presentato alla Commissione di Revisione Cinematografica, presieduta da Giulio Andreotti, il 15 aprile 1953, e subì diversi tagli; dagli originari 2.833 metri si passò ai 2.400 definitivi per un totale di ben 400 metri, e ottenne il visto di censura tre mesi dopo, il n. 14.310 del 17 luglio 1953.

## Distribuzione
Il film venne distribuito nel circuito cinematografico italiano il 22 luglio del 1953.

## Accoglienza
Il film incassò 172.000.000 di lire dell'epoca.

## Altri tecnici
- Aiuto regista: Luigi Emmanuele
- Operatore: Luigi Allegretti
- Direttore di produzione: Giuseppe Fatigati
- Ispettore di produzione: Gino Millozza
- Segretario di produzione: Pasquale Misiano
- Assistenti segretari di produzione: G. Melodia, G. Visconti
- Fonico: Giulio Tagliacozzo, Ercole Pace